# Blattschneiderameise

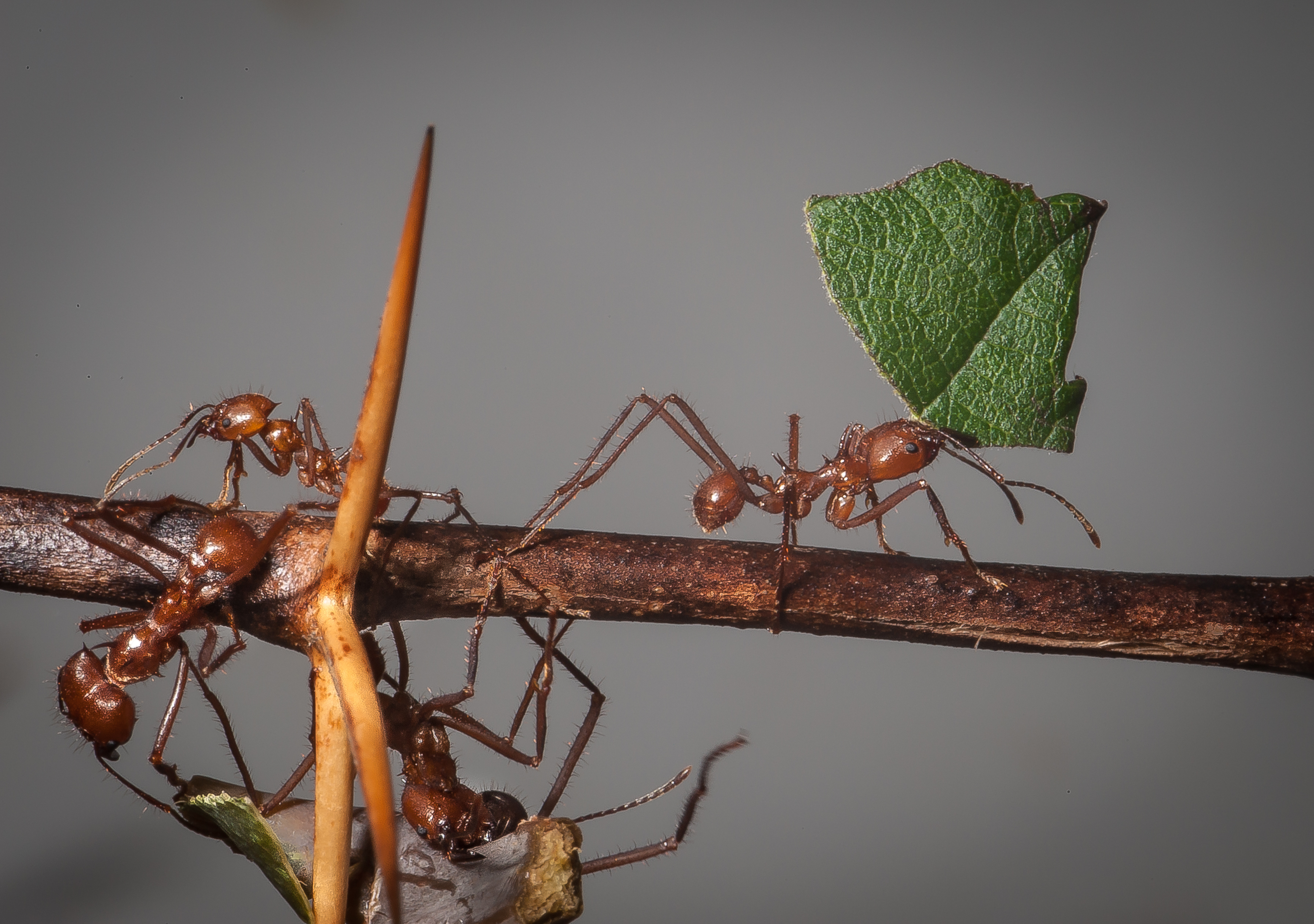
Atta cephalotes, Wilhelma, Stuttgart

Als Blattschneiderameisen bezeichnet man verschiedene Ameisenarten, die mit ihren Mundwerkzeugen Pflanzenblätter in kleine Stückchen zerteilen, die sie in ihren Bau transportieren. Blattschneiderameisen, die auf Gras spezialisiert sind, werden auch Grasschneiderameisen genannt. Die mehr als 50 bekannten Arten der Blattschneiderameisen entstammen den drei Gattungen Atta, Acromyrmex und Amoimyrmex. Ihr Verbreitungsgebiet umfasst die Tropen und Subtropen Amerikas, erstreckt sich von Louisiana beziehungsweise Texas im Norden bis Patagonien im Süden Argentiniens.
Als erster erkannte der Naturforscher Thomas Belt im Jahre 1874, wozu die Ameisen diese Blätter nutzen: Sie fressen nicht selbst die Blätter, sondern zerkauen sie und verwenden sie als Substrat, um darauf einen speziellen Pilz aus der Gattung der Egerlingsschirmlinge (Leucoagaricus) wachsen zu lassen, von dem sie sich ernähren.

## Die Pilzgärten
Die Ameisen legen regelrechte Pilzfarmen an, die sie ständig ausbauen und pflegen. Der Pilzanbau erfolgt über eine fein abgestimmte Fließbandkolonne, in der jeder der 29 verschiedenen Schritte von einer speziellen Kaste der Tiere ausgeführt wird. Ein von einer Erntearbeiterin am Bau abgelegtes Blatt wird von einer kleineren Arbeiterin aufgenommen und in Stücke von etwa einem Millimeter Durchmesser zerschnitten. Diese werden von noch kleineren Arbeiterinnen übernommen, zerkaut, zu kleinen Kügelchen geformt und einem Haufen ähnlichen Materials hinzugefügt.
Dieser Materialhaufen, das Substrat, bildet eine Art Garten und ist von Tunnelröhren durchzogen, so dass er in seiner Struktur einem Badeschwamm ähnelt. Der darauf wachsende Pilz breitet sich wie Brotschimmel auf der Pflanzenmasse aus.

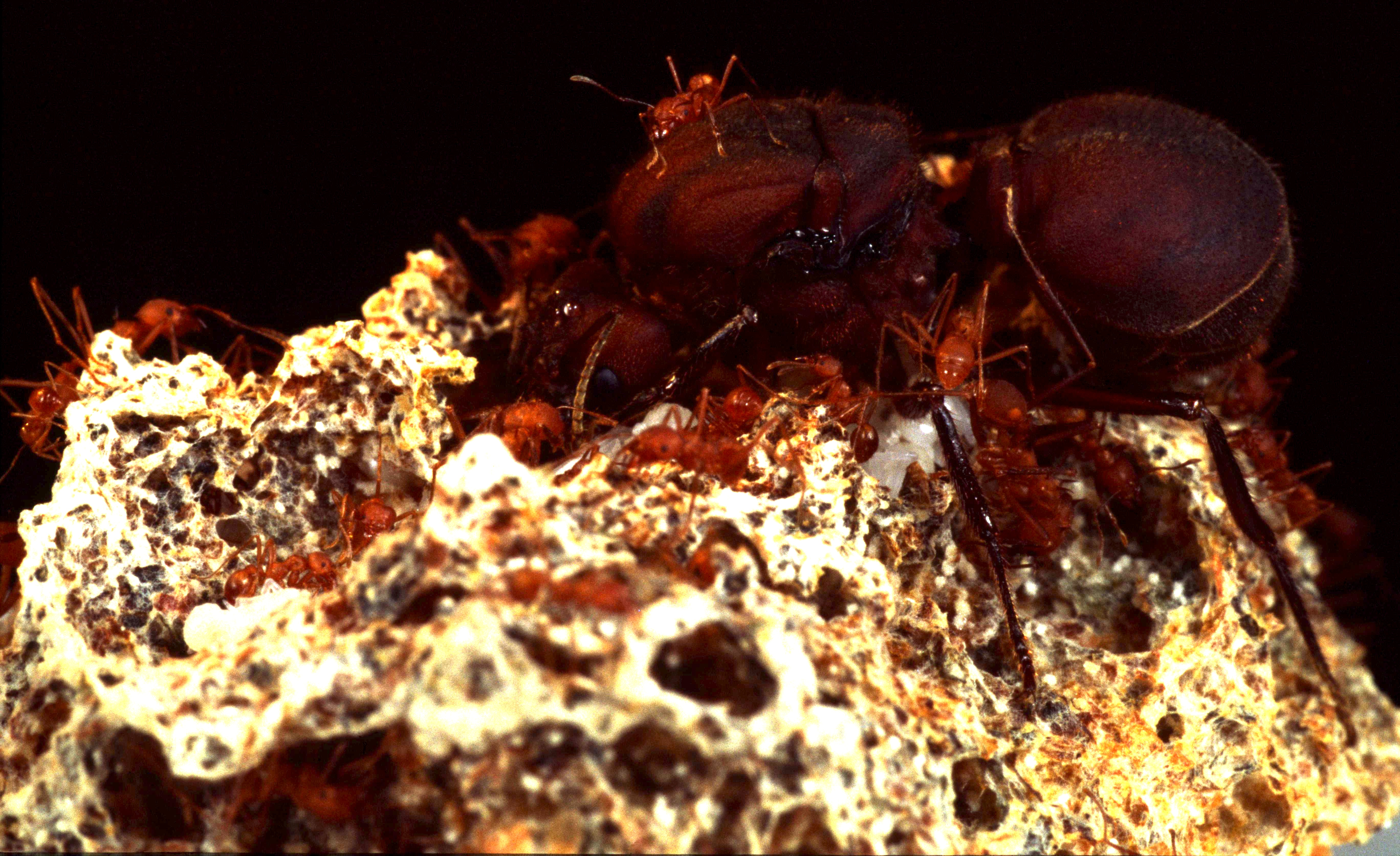
Königin der Art Atta colombica mit Brut und Arbeiterinnen auf Pilzsubstrat

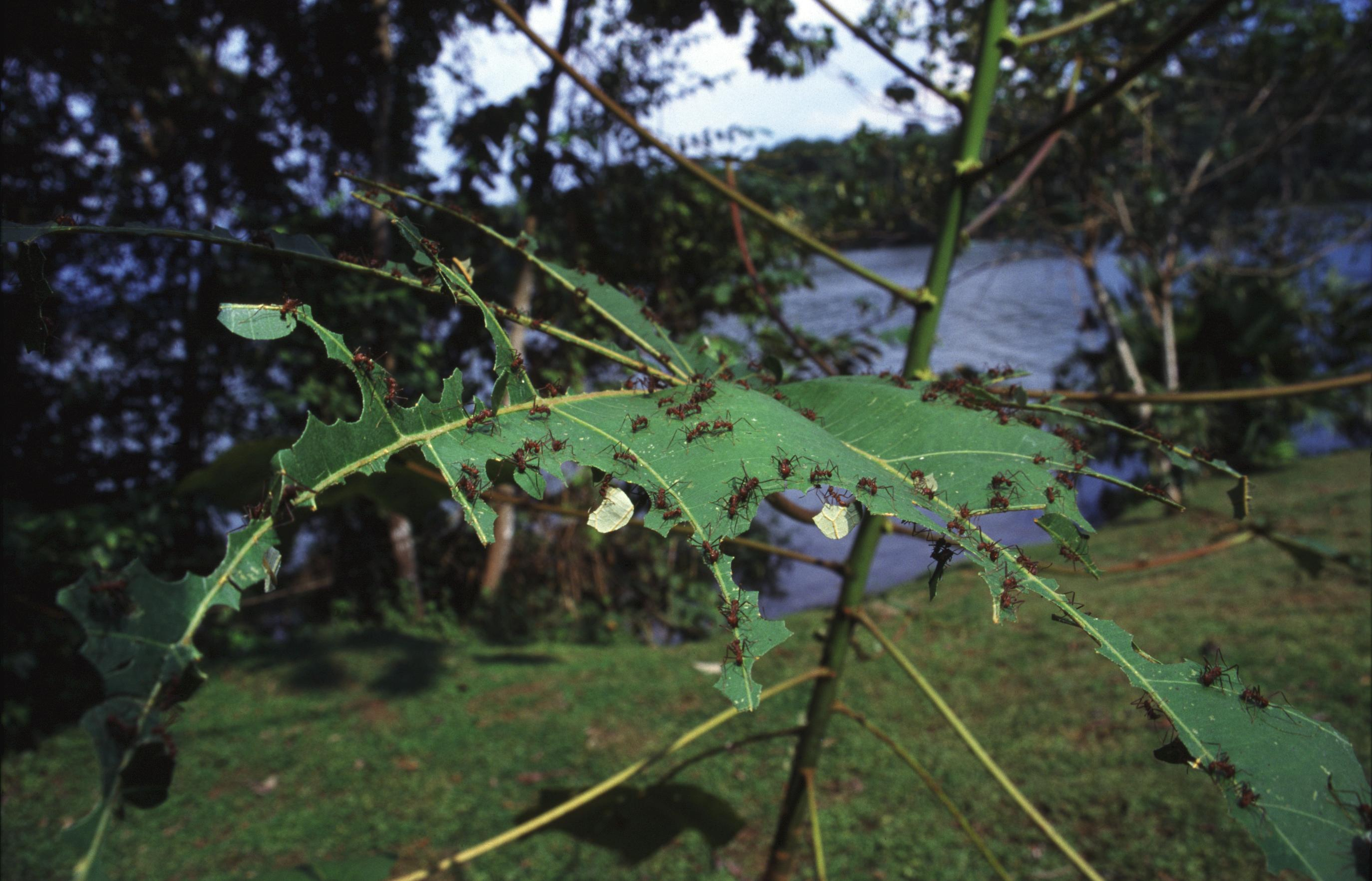
Arbeiterinnen der Art Atta colombica zerstückeln das gesamte Blattwerk eines jungen Baumes

Die Pilzgärten werden von den kleinsten Arbeiterinnen kontrolliert: Sie betasten die Oberfläche des Pilzgeflechts und säubern es von Sporen und Pilzfäden fremder Schimmelpilzarten. Sie zupfen immer wieder ein Stück des Pilzrasens aus und bringen es ihren Artgenossinnen als Nahrung oder sie setzen Pilzfäden auf frisches Pflanzenmaterial und legen so neue Kulturen an. Außerdem beißen sie regelmäßig die Enden der Pilzfäden ab und verhindern so die Bildung von Fruchtkörpern. Stattdessen entstehen eiweißhaltige, knollenartige Verdickungen, die Gongylidia genannt werden.
Die Symbiose zwischen den Ameisen und dem Pilz ist dabei so eng, dass beide nicht mehr ohneeinander existieren könnten. Denn der Pilz selbst kann von einem Schlauchpilz befallen werden, der ihn zerstört. Forschungen lassen vermuten, dass die Ameisen an ihrem Körper Bakterien tragen, die nicht nur das Wachstum des Schlauchpilzes hemmen, sondern zugleich ihren Futterpilz düngen.

## Größe und Aufbau eines Nestes

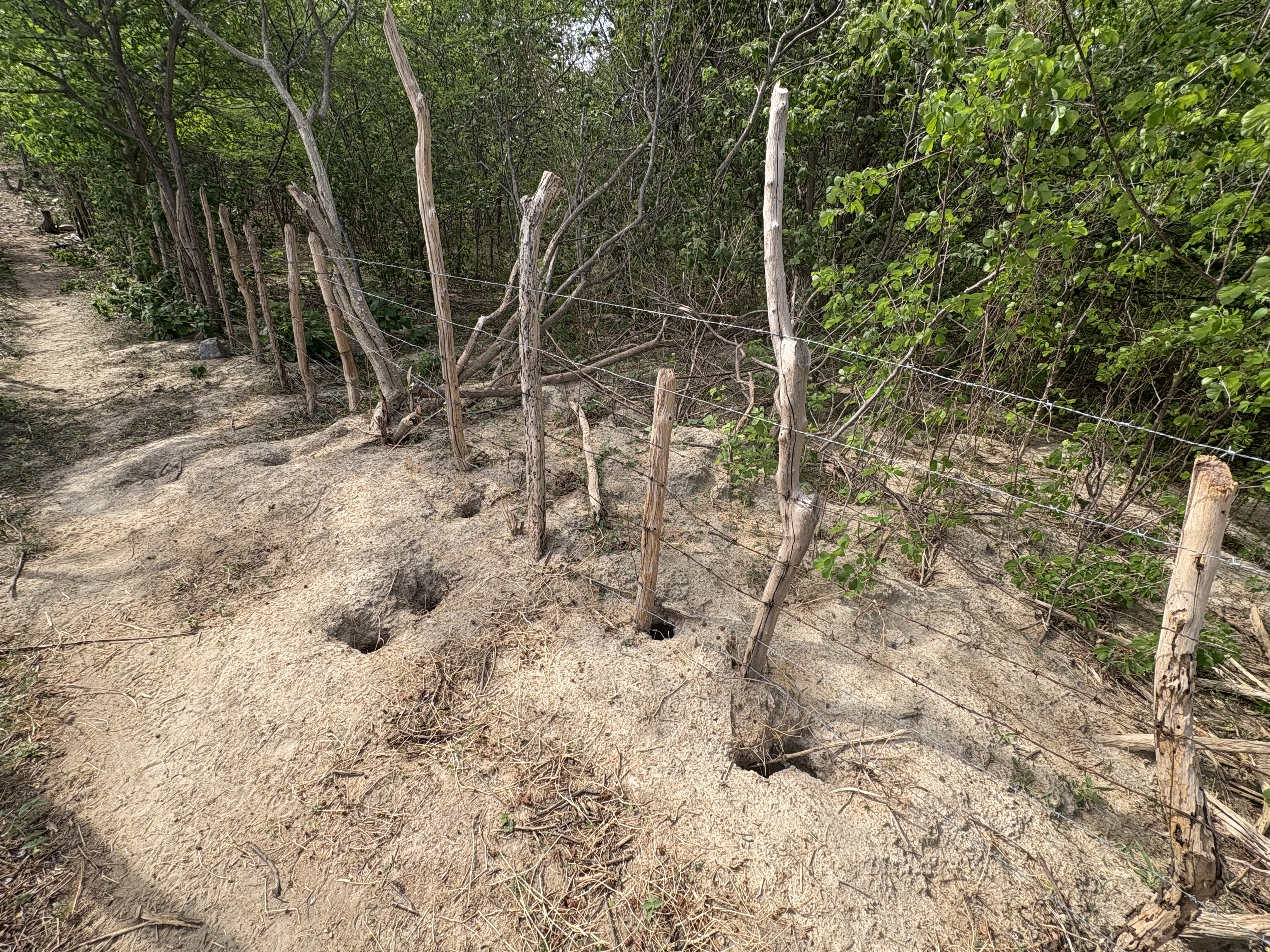
Grosser Bau in Cearà, Brasilien

Eine Blattschneiderameisen-Königin kann bis zu 150 Millionen Arbeiterinnen zur Welt bringen, von denen jeweils zwei bis drei Millionen gleichzeitig am Leben sind. Ein Nest ist weit verzweigt und enthält nicht nur Kammern für die Pilzgärten, sondern auch Abfallkammern, in denen tote Ameisen, ausgelaugte Blätter und abgestorbenes Pilzgeflecht entsorgt werden.
Ein in Brasilien von der Art Atta angelegtes, später mit Gips ausgegossenes und letztendlich ausgegrabenes Nest enthielt über eintausend verschieden große Kammern, von denen 390 mit Pilzgärten und Ameisen gefüllt waren. Der Bau erstreckte sich auf einer Fläche von 50 Quadratmetern und war acht Meter tief. Untersuchungen eines Teams unter der Leitung von Prof. Luiz Forti ergaben weiter detaillierte Ergebnisse der Neststrukturen mit Ausdehnungen von bis zu 221,4 m².

## Schäden und Nutzen
Die Ameisen können in Plantagen von Nutzpflanzen wie Zitruspflanzen, Getreide, Kohlpflanzen, Wein, Obst, Kakao, Baumwolle, Kokospalmen und vielen weiteren einen großen Schaden anrichten, denn eine Kolonie kann pro Tag so viel Vegetation schneiden, wie eine ausgewachsene Kuh frisst.
Einige Arten der Ameisengattung Atta nutzen die Graslandschaften in Brasilien, Uruguay und Argentinien zum Abernten von Pflanzenmaterial. Zu diesen Grasschneiderameisen gehören Atta bisphaerica, Atta capiguara, Atta laevigata und Atta vollenweideri. Es hat sich gezeigt, dass Rinderherden jene Teile der Weiden, die von den grasschneidenden Ameisen besiedelt sind, meiden. Diese Ameisen sind mit gut entwickelten Dornen auf ihrem Rücken ausgestattet. Es wird angenommen, dass dieser Schutzmechanismus genügt, um die Rinder von den Weideplätzen in der Umgebung der Ameisenkolonien fernzuhalten.
Da die Ameisen bei dem Ausbau ihres Nestes große Mengen an Erdreich bewegen, belüften sie nicht nur den Boden, sondern bringen auch Nährstoffe in Umlauf, die für andere Organismen wichtig sind. Dschungelboden kann durch die Arbeit der Blattschneiderameisen zehnmal fruchtbarer werden.

## Feinde
Die natürlichen Feinde der Blattschneiderameisen sind Ameisenbären, Gürteltiere, Eidechsen und Vögel. Darüber hinaus versucht sie der Mensch vielerorts mit chemischen Mitteln zu bekämpfen.
Zu den Gegenspielern der Blattschneiderameisen zählen auch Ameisen der Gattung Azteca, die in hohlen Zweigen bestimmter Pflanzen leben, z. B. in denen von Ameisenbäumen (Cecropia), und von diesen Pflanzen auch mit Nahrung versorgt werden. Als Gegenleistung verteidigen sie diese Pflanzen gegen Fraßfeinde, insbesondere Blattschneiderameisen. Die Azteca-Ameisen bauen entlang der Zweige Kartongänge mit Löchern, in die die Blattschneiderameisen hineintreten. In diesen Kartonröhren, geschützt vor den weit größeren Blattschneiderameisen, fixieren die Azteca-Ameisen die in die Löcher tretenden Blattschneiderameisen mit den Mandibeln. Beim Versuch, sich zu befreien, treten die Blattschneiderameisen in weitere Fallen, bis sie sich zuletzt gar nicht mehr fortbewegen können. So können sie dann am Ende ohne große Gefahr getötet werden.
Der Entomologe Meinhard Jacoby erhielt 1931 ein Patent für ein Mittel zur Vertilgung der Blattschneideameisen.

## Sonstiges
In manchen Regionen werden die Blattschneiderameisen von der einheimischen Bevölkerung zur Wundheilung eingesetzt. Dabei werden die Mandibeln der großen Soldaten (einer speziellen Kaste innerhalb des Ameisenvolkes) so an die Wundränder gesetzt, dass sie diese beim Zubeißen schließen. Nachdem der Körper des Tieres abgetrennt wurde, bleiben die Mandibeln noch einige Tage geschlossen.
In Mexiko und Kolumbien werden Blattschneiderameisen als kulinarische Spezialität hormiga culona verspeist.
In vielen Zoos werden Blattschneiderameisen als Schauinsekten verwendet, da diese Tiere sehr schnell heranwachsen, das ganze Jahr aktiv sind und das Transportieren der Blätter gut zu beobachten ist.

### Außenarbeiterinnen
Zum Team der Außenarbeiterinnen gehören Kundschafter, die in der Umgebung nach geeigneten Sträuchern und Bäumen suchen.
Sie legen eine Duftspur, auf der die Blattschneider von der unterirdischen Nestanlage zu ihrem Einsatzort wandern. Dort schneiden sie mit ihren messerscharfen Zangen Blattstücke aus dem Laub heraus.
Transporteure schleppen die Blattstücke wie aufgespannte Segel zurück zum Nest, doch auf dem Weg lauern Gefahren wie z. B. Buckelfliegen (Phoridae spp.). Diese greifen die Ameisen mit ihren Blättern aus der Luft an, denn dann sind diese wehrlos. Daher reiten meist kleinwüchsige Leibwächter auf den Blattschnipseln mit und verteidigen die Transporteure gegen Angriffe aus der Luft.
In Freilandexperimenten wurden bei der nach Christoph Kolumbus benannten Art Atta colombica Hinweise dafür gefunden, dass die Tiere dieser Art über einen Magnetsinn verfügen.

## Systematik
Die Arten der Blattschneiderameisen gehören innerhalb der Familie der Ameisen (Formicidae) zur Unterfamilie der Knotenameisen (Myrmicinae) und zur Tribus der Attini. Sie teilen sich in die Gattungen Atta und Acromyrmex auf.
Arten aus der Gattung Atta:
- Atta bisphaerica Forel, 1908
- Atta capiguara Goncalves, 1944
- Atta cephalotes (Linnaeus, 1758)
- Atta colombica Guérin-Méneville, 1844
- Atta dissimilis Jerdon, 1851
- Atta domicola Jerdon, 1851
- Atta goiana Goncalves, 1942
- Atta insularis Guérin-Méneville, 1845
- Atta laevigata (F. Smith, 1858)
- Atta mexicana (F. Smith, 1858)
- Atta opaciceps Borgmeier, 1939
- Atta robusta Borgmeier, 1939
- Atta saltensis Forel, 1913
- Atta sexdens (Linnaeus, 1758)
- Atta silvae Goncalves, 1983
- Atta texana (Buckley, 1860)
- Atta vollenweideri Forel, 1893

Arten aus der Gattung Acromyrmex:
- Acromyrmex ameliae De Souza, Soares & Della Lucia, 2007
- Acromyrmex ambiguus (Emery, 1888)
- Acromyrmex aspersus (F. Smith, 1858)
- Acromyrmex balzani (Emery, 1890)
- Acromyrmex biscutatus (Fabricius, 1775)
- Acromyrmex coronatus (Fabricius, 1804)
- Acromyrmex crassispinus (Forel, 1909)
- Acromyrmex diasi Goncalves, 1983
- Acromyrmex disciger (Mayr, 1887)
- Acromyrmex echinatior
- Acromyrmex evenkul Bolton, 1995
- Acromyrmex fracticornis (Forel, 1909)
- Acromyrmex heyeri (Forel, 1899)
- Acromyrmex hispidus Santschi, 1925
- Acromyrmex hystrix (Latreille, 1802)
- Acromyrmex insinuator  Schultz, Bekkevold & Boomsma, 1998
- Acromyrmex landolti (Forel, 1885)
- Acromyrmex laticeps (Emery, 1905)
- Acromyrmex lobicornis (Emery, 1888)
- Acromyrmex lundii (Guérin-Méneville, 1838)
- Acromyrmex niger (F. Smith, 1858)
- Acromyrmex nobilis Santschi, 1939
- Acromyrmex octospinosus (Reich, 1793)
- Acromyrmex pulvereus Santschi, 1919
- Acromyrmex rugosus (F. Smith, 1858)
- Acromyrmex silvestrii (Emery, 1905)
- Acromyrmex striatus (Roger, 1863)
- Acromyrmex subterraneus (Forel, 1893)
- Acromyrmex versicolor (Pergande, 1894)
- Acromyrmex volcanus Wheeler, 1937